# Euphyia lacteomarginata
Euphyia lacteomarginata är en fjärilsart som beskrevs av Rayner 1907. Euphyia lacteomarginata ingår i släktet Euphyia och familjen mätare. Inga underarter finns listade i Catalogue of Life.